# Girotró

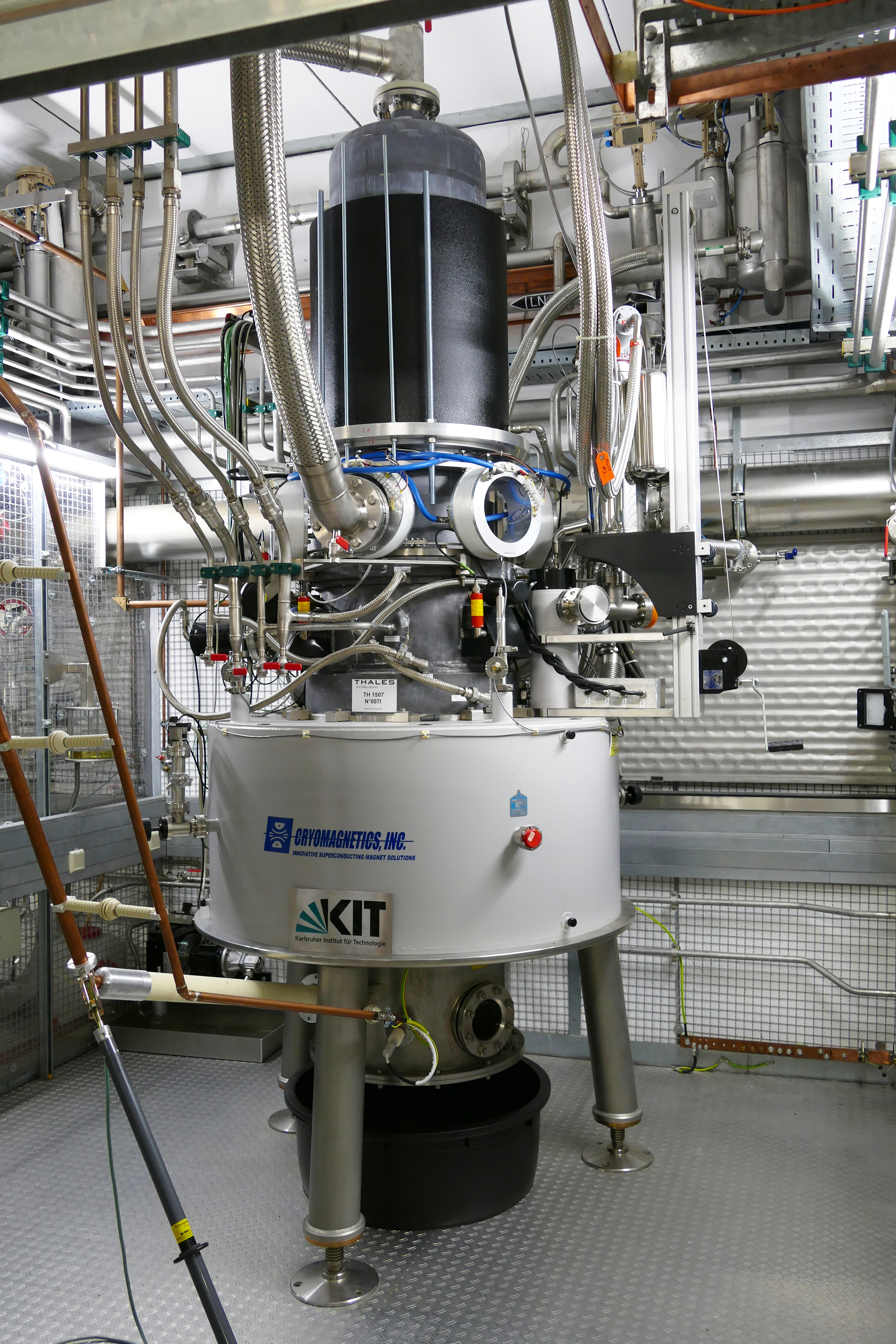
Girotró d'alta potència de 140 GHz per escalfar plasma a l'experiment de fusió Wendelstein 7-X, Alemanya.

Un girotró és una classe de tubs de buit de feix lineal d'alta potència que genera ones electromagnètiques d'ones mil·límetres mitjançant la ressonància del ciclotró dels electrons en un camp magnètic fort. Les freqüències de sortida oscil·len entre uns 20 i 527 GHz, que cobreixen longituds d' ona des del microones fins a la vora de la bretxa de terahertz. Les potències de sortida típiques van des de desenes de quilowatts fins a 1–2 megawatts. Els girotrons es poden dissenyar per a un funcionament polsat o continu. El girotró va ser inventat per científics soviètics a NIRFI, amb seu a Nizhny Novgorod, Rússia.

## Principi
El girotró és un tipus de màser d'electrons lliures que genera radiació electromagnètica d'alta freqüència mitjançant la ressonància de ciclotró estimulada dels electrons que es mouen a través d'un camp magnètic fort. Pot produir una gran potència a longituds d'ona mil·límetres perquè, com a dispositiu d'ona ràpida, les seves dimensions poden ser molt més grans que la longitud d'ona de la radiació. Això és a diferència dels tubs de buit de microones convencionals com els klystrons i els magnetrons, en els quals la longitud d'ona està determinada per una cavitat ressonant monomode, una estructura d'ona lenta. Així, a mesura que augmenten les freqüències de funcionament, les estructures de la cavitat ressonant han de disminuir de mida, la qual cosa limita la seva capacitat de maneig de potència.

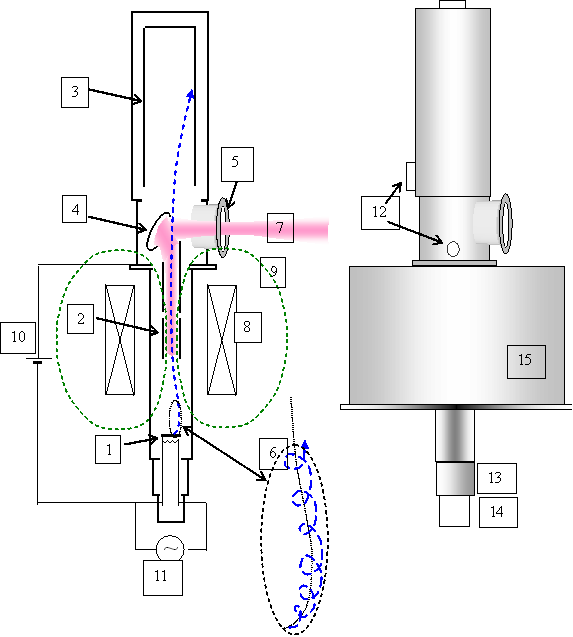
Un girotró (dreta) en secció transversal (esquerra). El camí dels electrons es mostra en blau i la radiació de microones generada és en rosa.

Al girotró, un filament calent en un canó d'electrons (1) a un extrem del tub emet un feix d'electrons (6) de forma anular (tubular buida), que és accelerat per un ànode de corrent continu d'alta tensió (10) i després viatja a través d'una gran estructura de cavitat ressonant tubular (2) en un fort camp magnètic axial, creat generalment per un imant superconductor al voltant del tub (8). El camp fa que els electrons es moguin helicoïdalment en cercles estrets al voltant de les línies del camp magnètic mentre viatgen longitudinalment a través del tub. En la posició del tub on el camp magnètic arriba al seu màxim (2), els electrons irradien ones electromagnètiques, paral·leles a l'eix del tub, a la seva freqüència de ressonància de ciclotró. La radiació mil·limètrica forma ones estacionàries al tub, que actua com una cavitat ressonant oberta i es forma en un feix. El feix és convertit per un convertidor de modes (9) i reflectit per miralls (4), que el dirigeixen a través d'una finestra (5) al costat del tub en una guia d'ones de microones (7). Un elèctrode col·lector absorbeix el feix d'electrons gastat a l'extrem del tub (3).
Com en altres tubs de microones de feix lineal, l'energia de les ones electromagnètiques de sortida prové de l'energia cinètica del feix d'electrons, que es deu a la tensió de l'ànode acceleradora (10). A la regió anterior a la cavitat ressonant on la intensitat del camp magnètic augmenta, comprimeix el feix d'electrons, convertint la velocitat de deriva longitudinal en velocitat orbital transversal, en un procés similar al que ocorre en un mirall magnètic utilitzat en el confinament de plasma. La velocitat orbital dels electrons és d'1,5 a 2 vegades la seva velocitat del feix axial. A causa de les ones estacionàries a la cavitat ressonant, els electrons s'"agrupen"; és a dir, la seva fase esdevé coherent (sincronitzada), de manera que tots estan al mateix punt de la seva òrbita alhora. Per tant, emeten radiació coherent.
La velocitat dels electrons en un girotró és lleugerament relativista (de l'ordre de la velocitat de la llum, però no propera). Això contrasta amb el làser d'electrons lliures (i xaser) que funcionen amb diferents principis i els electrons del qual són altament relativistes.

## Aplicacions
Els girotrons s'utilitzen per a moltes aplicacions de calefacció industrials i d'alta tecnologia. Per exemple, els girotrons s'utilitzen en experiments d'investigació de fusió nuclear per escalfar plasmes i també en la indústria manufacturera com a eina d'escalfament ràpid en el processament de vidre, compostos i ceràmica, així com per al recuit (solar i semiconductors). Les aplicacions militars inclouen el sistema de denegació activa.
L'any 2021 Quaise Energy va anunciar la idea d'utilitzar un girotró com a perforadora per perforar un forat de 20 quilòmetres de profunditat i utilitzar-lo per produir energia geotèrmica. La tècnica utilitzaria freqüències de 30 a 300 GHz i transferiria energia a una roca 1012 de manera més eficient que utilitzant un làser. Els làsers es veurien més interromputs per la roca vaporitzada, la qual cosa afectaria molt menys la longitud d'ona més llarga. Sembla ser possible una velocitat de perforació de 70 metres/hora amb un girotró d'1 MW.

## Tipus
La finestra de sortida del tub d'on surt el feix de microones pot estar en dues ubicacions. Al girotró de sortida transversal, el feix surt per una finestra al costat del tub. Això requereix un mirall de 45° a l'extrem de la cavitat per reflectir el feix de microones, col·locat a un costat perquè el feix d'electrons el perdi. En el girotró de sortida axial, el feix surt per una finestra a l'extrem del tub a l'extrem més llunyà de l'elèctrode col·lector cilíndric que recull els electrons.
El girotró original desenvolupat el 1964 era un oscil·lador, però des d'aleshores s'han desenvolupat amplificadors de girotró. El feix d'electrons del girotró helicoïdal pot amplificar un senyal de microones aplicat de manera similar a com s'amplifica un feix d'electrons recte en tubs de microones clàssics com el klystron, de manera que hi ha una sèrie de girotrons que funcionen de manera anàloga a aquests tubs. El seu avantatge és que poden funcionar a freqüències molt més altes. El giro-monotró (giro-oscil·lador) és un girotró d'una sola cavitat que funciona com un oscil·lador. Un giro-klistró és un amplificador que funciona de manera anàloga a un tub de klystron. Té dues cavitats de microones al llarg del feix d'electrons, una cavitat d'entrada aigües amunt a la qual s'aplica el senyal que s'ha d'amplificar i una cavitat de sortida aigües avall de la qual es pren la sortida. Un gyro-TWT és un amplificador que funciona de manera anàloga a un tub d'ona mòbil (TWT). Té una estructura d'ona lenta similar a un TWT paral·lel al feix, amb el senyal de microones d'entrada aplicat a l'extrem amunt i el senyal de sortida amplificat agafat de l'extrem avall. Un gyro-BWO és un oscil·lador que funciona de manera anàloga a un oscil·lador d'ona endarrere (BWO). Genera oscil·lacions que viatgen en una direcció oposada al feix d'electrons, que surt a l'extrem aigües amunt del tub. Un gyro-twystron és un amplificador que funciona de manera anàloga a un twystron, un tub que combina un klystron i un TWT. Com un klystron, té una cavitat d'entrada a l'extrem aigües amunt seguida de cavitats agrupadores per agrupar els electrons, que són seguits per una estructura d'ona lenta de tipus TWT que desenvolupa el senyal de sortida amplificat. Com un TWT, té un ample de banda ampli.